# Giana Romanovová
Giana Romanovová, rusky Гиана Александровна Романова (* 10. března 1954) je bývalá sovětská atletka, běžkyně.